# Goshen (Village, New York)
Goshen ist ein Village und der Verwaltungssitz (County Seat) des Orange County des Bundesstaats New York mit einer Einwohnerzahl von 5454 (Stand: 2010). Der Ort liegt innerhalb der Town of Goshen, etwa 50 Meilen nordwestlich von New York City, an der New York State Route 17 im Zentrum von Orange County. Goshen ist die Heimat des Harness Racing Museum & Hall of Fame.

## Geschichte
Das Dorf wurde 1714 besiedelt und 1809 eingemeindet. Im Jahr 1727 wurde es zur Half-Shire Town des Orange County erklärt, ein Vorläufer des heutigen Status als County Seat. Diesen Status erhielt es jedoch erst, als Rockland County 1798 von dem County abgetrennt wurde und Goshen zum Sitz ernannt wurde, da Orangetown in dem neuen Rockland County lag. Eine Zeit lang teilte sich Goshen diesen Status mit Newburgh, das als Entschädigung für das verlorene Territorium nach Orange verlegt wurde, aber seit dem späten 19. Jahrhundert wurden alle Funktionen der Bezirksregierung in Goshen zentralisiert.
Das Dorf (oder die Stadt, die in alten Aufzeichnungen nicht zu unterscheiden sind) war der Ort, an dem Claudius Smith gehängt wurde, ein britischer Loyalist, der – zusammen mit dem Mohawk-Indianerhäuptling Joseph Brant – während des Amerikanischen Unabhängigkeitskriegs das Land um Goshen überfiel,
Smith wurde am 22. Januar 1779 gehängt, und genau sechs Monate später, am 22. Juli 1779, überfiel Brant das Gebiet des heutigen Port Jervis. Eine Miliz aus Goshen machte sich auf den Weg, um Brant zu stoppen und beteiligte sich an der katastrophalen Schlacht von Minisink, in der 45 lokale Milizionäre getötet wurden. Ein Denkmal im Zentrum der Stadt markiert die Stelle, an der ihre Gebeine 43 Jahre nach der Schlacht in einem Massengrab beigesetzt wurden.
Bereits in den 1750er Jahren veranstalteten die Einwohner Pferderennen auf der heutigen Main Street im Zentrum des Ortes. Im Jahr 1838 wurde eine Rundbahn um einen nahe gelegenen Zirkusplatz gebaut. Dies war die erste Inkarnation des Historic Track, auf dem immer noch eine Woche lang jedes Jahr Rennen stattfinden, was ihn zur ältesten noch genutzten Pferderennanlage in den Vereinigten Staaten macht. Später wurde der größere Good Time Park gebaut, der in späteren Jahren die Hambletonian Stakes, ein Pferderennen beherbergte. Das Harness Racing Museum & Hall of Fame in der Nähe der Rennbahn würdigt die historische Bedeutung von Goshen für den Sport.
Im Jahr 1950 hatte Goshen eine Bevölkerung von 3311 Menschen. Bis 1990 war der Ort weitgehend bebaut, und die Einwohnerzahl lag bei 5255; trotz eines Baubooms in der umliegenden Town ist das Village in etwa gleich groß geblieben.
Im Jahr 2018 veröffentlichte Merlin Entertainments Pläne zur Eröffnung eines Legoland-Freizeitparks in Goshen. Das Legoland New York wurde am 29. Mai 2021 eröffnet.

## Demografie
Nach einer Schätzung von 2019 leben in Goshen 5534 Menschen. Die Bevölkerung teilt sich auf in 76,5 % Weiße, 3,2 % Afroamerikaner, 2,8 % Asiaten. 1,3 % Ozeanier und 3,2 % mit zwei oder mehr Ethnizitäten. Hispanics oder Latinos aller Ethnien machten 27,5 % der Bevölkerung aus. Das mittlere Haushaltseinkommen lag bei 82.019 US-Dollar und die Armutsquote bei 9,7 %.